# تيلدن
تيلدن (بالإنجليزية: Tilden)‏ هي مدينة أمريكية تقع في ولاية تكساس.ويبلغ عدد سكانها 450 نسمة حسب إحصاء سنة 2010 م.